# Московская (станция метро, Минск)
«Моско́вская» (бел. Маскоўская) — станция Минского метрополитена. Расположена на Московской линии, между станциями «Восток» и «Парк Челюскинцев».

## История
Станция «Московская» сооружалась по проекту колонной трёхпролётной станции из сборных железобетонных элементов, изготовленных на Минском заводе железобетонных изделий. Строительство станции было начато осенью 1978 года. Для строительства станции извлекли и вывезли 60 тысяч кубометров грунта. Здесь также был применён немеханизированный проходческий щит «Скорость» проходки тоннелей. В июне 1981 года станция была сдана под отделку, и в следующем году основные работы по строительству были закончены.
«Московская» была открыта 29 июня 1984 года в составе первой очереди минского метро. Станция построена из сборных железобетонных конструкций. Архитекторами станции были сотрудники института «Минскпроект» Л. Н. Погорелов, Л. Кустова, Ю. Ивахнишин. Художники — В. И. Стальмашонок и В. Довгало. 
Станция находится рядом с Волгоградской улицей. Изначально её также предполагалось назвать «Волгоградская». Но в начале 1980-х годов у властей Минска появился проект переименования части Ленинского проспекта, начинающейся от Волгоградской улицы в Московский проспект, и новая станция метро получила название «Московская». Ленинский проспект в Московский проспект переименовывать не стали, и, таким образом, станция носит название несуществующей магистрали.
Около двух с половиной лет после открытия станция являлась конечной (до открытия следующей станции «Восток»). За станцией расположены оборотные тупики с противошёрстным съездом, которые и сейчас используются для ночного отстоя поездов.

## Оформление станции
Оформлена на тему «Москва — столица Союза СССР», в оформлении станции совмещены архитектурные средства и монументально-декоративное искусство. Торцевая стена над входом в перронный зал украшена панно с изображением кремлёвских курантов. Панно на двух путевых стенах с изображением историко-архитектурных памятников Москвы исполнены в технике флорентийской мозаики. Стены и колонны облицованы белым мрамором. В 1987 году архитектору станции Л. Н. Погорелову была присуждена премия СМ СССР за этот проект.
В цветовом оформлении станции использованы белый и золотистый цвета, которые призваны охарактеризовать образ Москвы (белокаменная, златоглавая). Цоколь путевых стен выложен чёрным гранитом. На путевой стене размещено мраморное панно «Московский Кремль», в центре которого изображён мавзолей Ленина, и название станции на белорусском языке. Чуть более в сторону расположено панно «Государственный исторический музей» и «Большой театр», а также панно с набором узнаваемых московских силуэтов: зубцы кремлёвских стен, кремлёвские башни со звёздами и древние купола. Станция подсвечивается продолговатыми ламповыми светильниками, расположенными вдоль карнизов потолка. В кессонах потолка имеются ряды квадратных светильников из молочно-белого оргстекла с металлическими вставками золотистого цвета, дающие рассеянный свет, однако в настоящее время они не используются. В торцевой стене над лестницей, ведущей к путевой платформе выполнены в орнаментикой мозаике, в центре которой — часы, напоминающие куранты башни Московского кремля.

## Галерея
- Панорама  станции Московская
- Южный выход в город
- Портал туннеля в сторону «Парка Челюскинцев»
- Путь в сторону «Востока»
- Изображение Храма Василия Блаженного на путевой стене
- Изображение Государственного исторического музея на путевой стене
- Почтовая марка Белоруссии «Станция „Московская“» (2017)